# Bainbridge, Georgia
Bainbridge är en stad (city) i Decatur County, i delstaten Georgia, USA. Enligt United States Census Bureau har staden en folkmängd på 12 629 invånare (2011) och en landarea på 48,7 km². Bainbridge är huvudort i Decatur County.